# Aukštaitija
Aukštaitija (polsk: Auksztota, russisk: Аукштайтия, dansk: ~Højland) er en af de fem historiske landsdele i Litauen. Som navnet siger er regionen relativt højt beliggende, især i de østlige dele.

## Geografi
Aukštaitija ligger i den nordøstlige del af Litauen og omfatter en lille del af Letland og Hviderusland. Den største by, og hovedstaden i regionen er Panevėžys, der har over 100.000 indbyggere. De øvrige byer (med befolkning over 20.000 indbyggere) er:
- Panevėžys – 119.749 (anses for at være hovedstad i landsdelen)
- Jonava – 34.954
- Utena – 33.860
- Kėdainiai – 32.048
- Visaginas – 29.554
- Ukmergė – 28.759
- Radviliškis – 20.339

Regionen er fuld af søer, især i den østlige side.

## Historie
Historisk svarede Aukštaitija til fyrstendømmet Litauen op til 1200-tallet. Landsdelens oprindelige hovedstad var højst sandsynligt Kernavė. I et brev til Paven fra 1322 omtaler Gediminas Aukštaitija som terra Eustoythen (dansk: ~Aukštaitijanernes land). Aukštaitija blev nævnt som Austechia i Chronicon terrae Prussiae, skrevet omkring 1326. Siden slutningen af 1200-tallet omfattede landsdelen fyrstendømmet Litauen, senere opdelt i fyrstendømmet Vilnius og fyrstendømmet Trakai, og navnet blev sandsynligvis anvendt som en fællesbetegnelse for de to fyrstendømmer. Siden det 1400-tallet svarede Aukštaitija til Trakai voivodskab og Vilnius voivodskab som en politisk og etnisk baseret enhed, også kendt som "Lietuva siaurąją prasme" eller "Tikroji Lietuva" (latin: Lithuania propria, dansk: Det egentlige Litauen ~ "Litauen i snæver forstand").

## Demografi
Indbyggerne taler fortrinsvis den aukštaitiske dialekt af det litauiske sprog. I følge den nye klassificering af dialekter er litauisk kun opdelt i to dialekter, Aukštaitisk og Žemaitisk, alle tidligere dialekter er klassificeret som underdialekter. De tidligere dialekter Sudovian og Dzukian betragtes nu som underdialekter af Aukštaitisk, og omtales som øst-aukštaitisk.
Regionen har russiske og hviderussiske mindretal i øst, som har indflueret på dialekten med en række låneord. Imidlertid er brugen af dialekter, som i Litauen i øvrigt, faldende.

## Symboler
- Aukštaitisk våbenskjold
- Aukštaitisk flag

Aukstaitijas flag og våbenskjold blev indført i marts 2007.